# Церковь Иоанна Богослова (Нежин)
Церковь Иоанна Богослова — православный храм и памятник архитектуры национального значения в городе Нежине Черниговской области. Является одной из важнейших архитектурных доминант центра города.

## История
Церковь Иоанна Богослова сооружена в 1752 году на Московской улице (сейчас — Гоголя) на месте деревянной церкви, построенной в 1619 году.
При церкви действовали приходская школа и госпиталь. В 1787—1804 годах в церкви священником служил Фёдор Герасимович — отец уроженца Нежина, отечественного мореплавателя Юрия Фёдоровича Лисянского.
В 1926 году в церкви разместилось хранилище архива (ныне отдел хранения документов Государственного архива Черниговской области). Короткое время вместе с архивом размещалась библиотека.
В 1954—1955 годах храм был реставрирован. В 1963 году ему присвоен статус памятника архитектуры национального значения с охранным № 831 под названием Ивановская церковь (укр. Іванівська церква).
В 2019 году хранилище архива было перемещено в новое здание — учебный корпус № 2 Нежинского профессионального аграрного лицея (улица Независимости, 42). 4 апреля 2019 года Решением Черниговского областного совета памятники архитектуры (церкви Иоанна Богослова и Троицкая) были переданы в долгосрочное бесплатное пользование религиозной общине Черниговской епархии ПЦУ.

## Архитектура
Каменная, однокупольная, крестообразная в плане с короткими раменами (прямоугольные объёмы, расположенные по бокам от центральной части здания, распространённый элемент архитектуры украинского барокко), к которым с запада и востока примыкают равновысокие экседры (ниши, завершающиеся полукуполами). В стилевом отношении относится к переходному этапу от позднего украинского барокко к классицизму. Вход с западной стороны, к нему ведут ступени на второй этаж. Второй этаж южной стороны имеет балкон на опорах. В интерьере частично сохранилась масляная роспись XVIII и XIX веков.